# Diócesis de Jérémie
La diócesis de Jérémie (en latín: Dioecesis Ieremiopolitana, en francés: Diocèse de Jérémie y en criollo haitiano: Dyosèz Jeremi) es una circunscripción eclesiástica latina de la Iglesia católica en Haití, sufragánea de la arquidiócesis de Puerto Príncipe. La diócesis tiene al obispo Gontran Décoste, S.I. como su ordinario desde el 6 de agosto de 2009. 

## Territorio y organización
La diócesis tiene 2146 km² y extiende su jurisdicción sobre los fieles católicos de rito latino residentes en parte del departamento Grand'Anse.
La sede de la diócesis se encuentra en la ciudad de Jérémie, en donde se halla la Catedral de San Luis Rey de Francia.
En 2019 en la diócesis existían 47 parroquias.

## Historia
La diócesis fue erigida el 20 de abril de 1972 con la bula Qui Beati Petri del papa Pablo VI separando territorio de la diócesis de Los Cayos.

## Estadísticas
De acuerdo al Anuario Pontificio 2020 la diócesis tenía a fines de 2019 un total de 444 800 fieles bautizados.
| Año                                                                             | Población | Población | Población      | Sacerdotes | Sacerdotes | Sacerdotes | Católicos por sacerdote | Diáconos permanentes | Religiosos | Religiosos | Parroquias y cuasiparroquias |
| Año                                                                             | Católicos | Total     | % de católicos | Total      | Diocesanos | Regulares  | Católicos por sacerdote | Diáconos permanentes | Masculinos | Femeninos  | Parroquias y cuasiparroquias |
| ------------------------------------------------------------------------------- | --------- | --------- | -------------- | ---------- | ---------- | ---------- | ----------------------- | -------------------- | ---------- | ---------- | ---------------------------- |
| 1980                                                                            | 366 000   | 407 000   | 89.9           | 22         | 19         | 3          | 16 636                  |                      | 8          | 47         | 16                           |
| 1990                                                                            | 432 000   | 492 000   | 87.8           | 35         | 25         | 10         | 12 342                  |                      | 28         | 72         | 19                           |
| 1999                                                                            | 360 225   | 500 285   | 72.0           | 46         | 40         | 6          | 7830                    |                      | 34         | 74         | 24                           |
| 2000                                                                            | 360 450   | 500 630   | 72.0           | 48         | 38         | 10         | 7509                    |                      | 30         | 71         | 24                           |
| 2001                                                                            | 434 745   | 621 064   | 70.0           | 47         | 44         | 3          | 9249                    |                      | 24         | 70         | 27                           |
| 2002                                                                            | 435 226   | 629 640   | 69.1           | 53         | 48         | 5          | 8211                    |                      | 26         | 67         | 28                           |
| 2003                                                                            | 408 815   | 613 223   | 66.7           | 56         | 50         | 6          | 7300                    |                      | 24         | 68         | 29                           |
| 2004                                                                            | 424 870   | 638 200   | 66.6           | 51         | 46         | 5          | 8330                    |                      | 26         | 76         | 33                           |
| 2006                                                                            | 450 645   | 652 950   | 69.0           | 60         | 52         | 8          | 7510                    |                      | 28         | 66         | 34                           |
| 2013                                                                            | 491 000   | 706 000   | 69.5           | 75         | 68         | 7          | 6546                    |                      | 12         | 54         | 38                           |
| 2016                                                                            | 449 000   | 658 000   | 68.2           | 75         | 71         | 4          | 5986                    |                      | 13         | 57         | 39                           |
| 2019                                                                            | 444 800   | 650 000   | 68.4           | 83         | 77         | 6          | 5359                    |                      | 16         | 58         | 47                           |
| Fuente: Catholic-Hierarchy, que a su vez toma los datos del Anuario Pontificio. |           |           |                |            |            |            |                         |                      |            |            |                              |

## Episcopologio
- Charles-Edouard Peters, S.M.M. † (20 de abril de 1972-4 de julio de 1975 falleció)
- Willy Romélus (26 de abril de 1977-6 de agosto de 2009 retirado)
- Gontran Décoste, S.I., desde el 6 de agosto de 2009